# Oscar Witt
Oscar Witt (* 1901; † nach 1946) war ein deutscher Volkswirt und Staatsbeamter.

## Leben und Tätigkeit
Nach dem Schulbesuch studierte Witt Wirtschaftswissenschaften. 1925 promovierte er mit einer Arbeit über die Vorgeschichte und Gestaltung des Haushaltsplanes der Vereinigten Staaten an der Universität Breslau zum Dr. rer. pol.
Von 1926 bis 1934 war Witt im Statistischen Reichsamt tätig. 1935 wechselte er als Statistiker in den Diensten der Schuh-AG BATA in Ottmuth, Oberschlesien, für die er bis 1940 arbeitete. 1942 wurde er stellvertretendes Vorstandsmitglied derselben Firma.
Seit dem 27. September 1945 war Witt Referent bei der bayerischen Militärregierung (Manpower Office). Seit dem 7. März 1946 war er beim Bayerischen Staatsministerium für Wirtschaft beschäftigt. Vom 1. Juli 1946 bis zum 31. Dezember 1946 Leiter der Landesabwicklungsstelle des bayerischen Staatsministeriums für Wirtschaft.

## Schriften
- Vorgeschichte und Gestaltung des Haushaltsplanes der Vereinigten Staaten von Amerika, 1926.
- Das einheitliche Staatsbudget der U.d.S.S.R. (Haushaltsplan, Budgetgesetzgebung und etatrechtliche Kompetenzen in der Finanzwirtschaft Sowjetrusslands), Jena 1930. (zusammen mit Gerhard Dobbert)